# Замок Урах
Замок Урах — замок эпохи Возрождения в городе Бад-Урах в немецкой федеральной земле Баден-Вюртемберг.

## История
В XI веке, вместе с замком Хоэнурах, графы фон Урах выстроили в долине городской замок (снесён в XVIII веке), предтечу ныне существующего замка.
В 1264/1265 году ввиду финансовой нужды Генрих фон Урах продал свои владения вюртембергскому графу Ульриху I.
Около 1400 года рядом со старым замком для одной из ветвей вюртембергского дома была построена новая резиденция.
С 1442 году при Людвиге I фон Вюртемберг, и после раздела Вюртемберга по Нюртингенскому договору, Урах был столицей графства Вюртемберг-Урах, и замок стал официальной графской резиденцией.
В 1474 году, по случаю свадьбы Эберхарда V и Барбары Гонзага замок был кардинально перестроен и модернизирован.
После объединения графства Вюртемберг в 1482 году и переезда двора в Штутгарт замок Урах потерял своё значение официальной резиденции, и использовался лишь периодически как охотничий замок и как одно из загородных поместий.
В 1546 году в Шмалькальденской войне Урах был занят испанскими войсками под командованием герцога Альбы. Почти сто лет спустя, в 1634 году в Тридцатилетней войне замок был вновь взят штурмом имперскими войсками.
В 1663—1664 годах при Эберхарде III замок Урах был отреставрирован и приведён в соответствии со вкусом своего времени.
В XVIII веке при герцоге Карле Евгении, ценившем Урах за превосходные охотничья угодья, замок Урах был модернизирован в последний раз, о чём напоминает так называемый Белый зал, бывший обеденный зал.
Последующие правители, однако, всё реже останавливались в замке, потеряв всякий интерес к старой резиденции. В 1819 году на аукционе была продана почти вся мебель, а внутренние помещения переоборудованы под квартиру городского приходского священника; на первом этаже были устроены конюшни.

## Современное использование

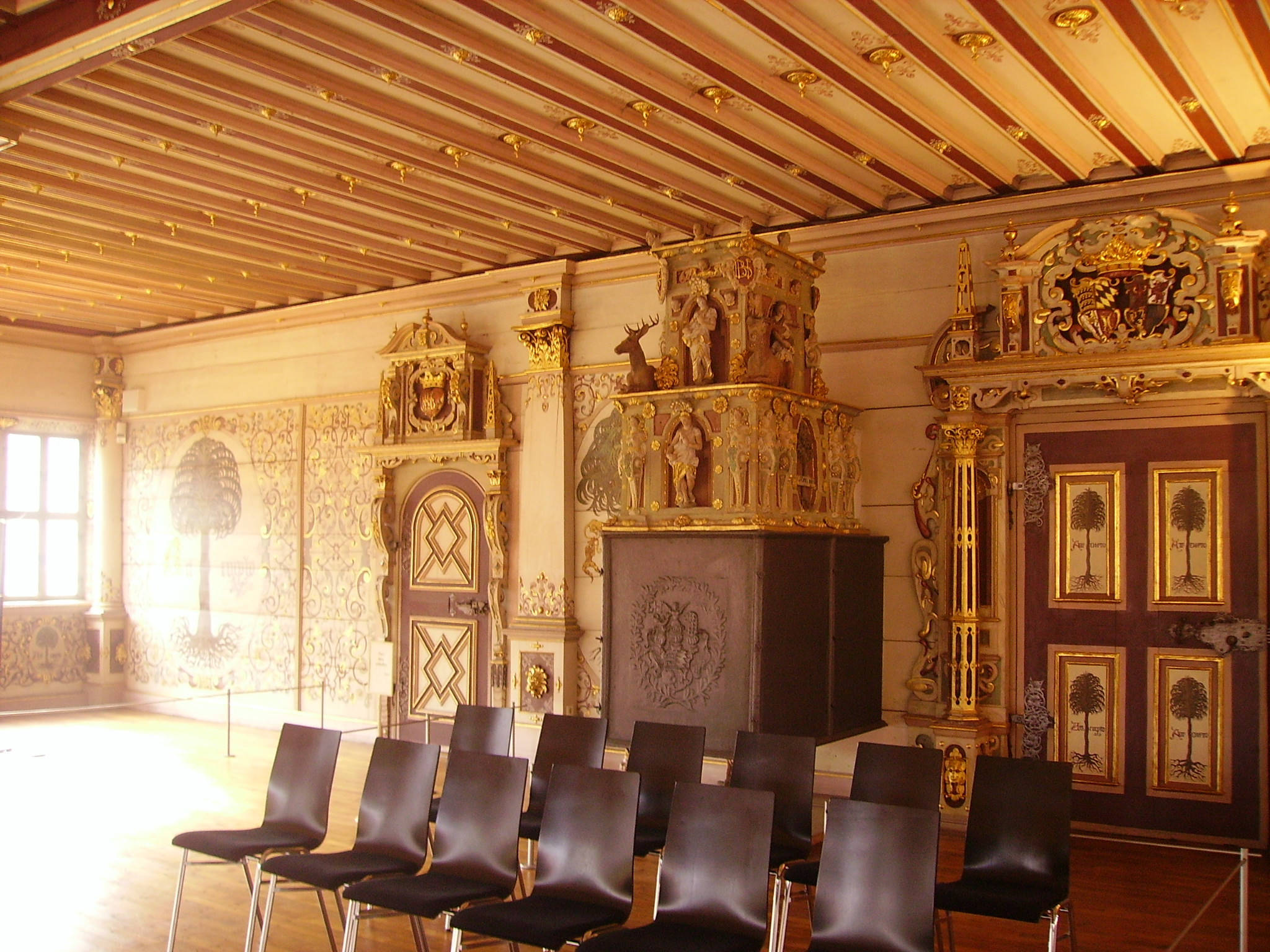
Часть внутреннего убранства в Золотом зале

В замке, находящимся в государственной собственности и под управлением «Государственных замков и парков Баден-Вюртемберга», обустроен музей, главной достопримечательностью которого является, безусловно, так называемый «Золотой зал» (XV в.), один из прекраснейших образцов декоративного искусства немецкого Ренессанса. Несомненный интерес представляет также собрание роскошно отделанных саней XVII—XIX вв., самое большое в своём роде.